# Loami, Illinois
Loami là một làng thuộc quận Sangamon, tiểu bang Illinois, Hoa Kỳ. Năm 2010, dân số của làng này là 745 người.

## Dân số
Dân số qua các năm:
- Năm 2000: 804 người.
- Năm 2010: 745 người.